# Tetracanthella luxemburgensis
Tetracanthella luxemburgensis är en urinsektsart som beskrevs av Norbert Stomp 1968. Tetracanthella luxemburgensis ingår i släktet Tetracanthella och familjen Isotomidae. Inga underarter finns listade i Catalogue of Life.